# Pseudomastax laeta
Pseudomastax laeta är en insektsart som först beskrevs av Gerstaecker 1889.  Pseudomastax laeta ingår i släktet Pseudomastax och familjen Eumastacidae. Inga underarter finns listade i Catalogue of Life.